# Bahram Beizai

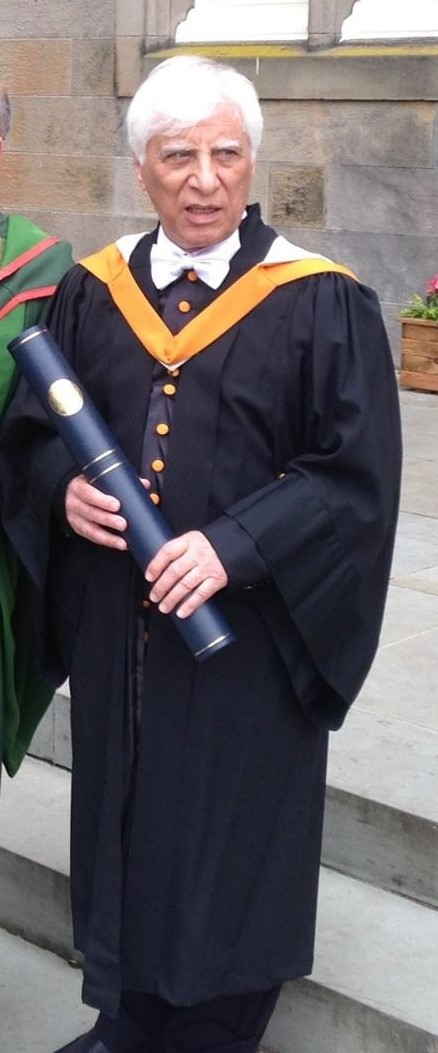
Beizai recebendo um doutoramento honorário em letras em 2017 da Universidade de Saint Andrews

Bahrām Beyzāie (em persa: بهرام بیضائی, Teerão, 26 de dezembro de 1938) é um aclamado dramaturgo, director de cinema, director de teatro, roteirista e editor de cinema iraniano.
Bahram Beizai é filho do poeta Ne'matallah Beyzai (mais conhecido pelo seu pseudónimo literário Zokā'i). Adib Beizai, reconhecido como um dos poetas mais prolíficos do século XX no Irão, é o tio paterno de Beizai. O seu avô paterno, Mirzā Mohammad-Rezā Ārānem (Ebn Ruh), e o seu bisavô paterno, o mulá Mohammad-Faqih Ārānem (Ruh'ol-Amin), também foram destacados poetas.
Apesar do seu começo algo tardio no cinema, Beizai é considerado com frequência como o pioneiro de uma geração de cineastas cujas obras se descrevem como a nova onda do cinema iraniano. O seu filme Bashu, the Little Stranger (1986) foi votado como o melhor filme iraniano de todos os tempos em novembro de 1999 por uma revista persa especializada chamada Picture World, onde cerca de 150 críticos e profissionais iranianos deram o seu voto. No entanto, inclusive antes do começo da sua carreira cinematográfica em 1970, Beizai já era um dramaturgo de renome, bem como um importante historiador do teatro, sendo inclusive considerado como o maior dramaturgo da língua persa e recebendo a denominação de «o Shakespeare da Pérsia».
Desde 2010, Beizai tem vivido e ensinado na Universidade de Stanford, nos Estados Unidos.

## Obra

### Filmografia (como director)
- Amū Sibilū (1969 - curta-metragem)
- Safar (1970 - curta-metragem)
- Ragbār (1971)[7]
- Qaribé va Meh (1974)
- Kalāq (1976)
- Charike-ye Tārā (1979)
- Marg-e Yazdgerd (1982)
- Bashu, the Little Stranger (1986, estreada em 1989)[8]
- Shāyad Vaghti digar (1988)
- Mosāferan (1992)
- Goft-o-gū bā Bād (1998 - curta-metragem)
- Sagkoshi (2001)
- Qāli-ye Sokhangū (2006)
- Vaqti hame khābim (2009)

### Obras para teatro
Beyzaie tem publicadas cerca de 50 obras. Estas obras têm sido traduzidas para vários idiomas como francês, inglês e alemão, entre outros.
- Gorob dar Diari Garib
- Chahar Sandoogh
- Hashtomin Safar e Sandbad
- Ziāfat va Mirās (1967)
- Soltān-Mār (1969)
- Marg-e Yazdgerd (1979)
- Memoirs of the Actor in a Supporting Role (1981)
- Kalat Claimed (1982)
- Kārnāme-ye Bandār Bidakhsh (1997)
- Bānū Aoi (1997)
- Shab-e Hezār-ou-yekom (2003)
- Afrā yā Ruz migozarad (2007)
- Jana and Baladoor (2012)
- Arash (2013)
- Ardaviraf's Report (2015)
- Tarabnameh (2016)

### Filmes baseados na obra de Beizai
- Salandar (1981)
- Rede Line (1981)
- Salandar (1994)
- The Fateful Day (1995)
- The Fifth Season (1996)[9]

## Colaboradores frequentes
| Filmes e obras                    | Ano de produção | Mojdeh Shamsaie | Jamshid Layeq | Manouchehr Farid | Enayat Bakhshi | Susan Taslimi | Parvaneh Masoumi | Majid Mozafari |
| --------------------------------- | --------------- | --------------- | ------------- | ---------------- | -------------- | ------------- | ---------------- | -------------- |
| The Marionettes                   | 1967            | -               | Sim           | Sim              | Sim            | -             | -                | -              |
| Heritage and Banquet              | 1967            | -               | Sim           | -                | Sim            | -             | -                | -              |
| King Serpent                      | 1969            | -               | Sim           | -                | Sim            | -             | -                | -              |
| Uncle Mustache                    | 1970            | -               | -             | -                | -              | -             | -                | -              |
| Downpour                          | 1971            | -               | Sim           | Sim              | -              | -             | Sim              | -              |
| The Journey                       | 1972            | -               | -             | -                | -              | -             | Sim              | -              |
| The Stranger and the Fog          | 1974            | -               | -             | Sim              | -              | -             | Sim              | Sim            |
| The Crow                          | 1977            | -               | Sim           | Sim              | -              | -             | Sim              | -              |
| Ballad of Tara                    | 1979            | -               | -             | Sim              | -              | Sim           | -                | -              |
| Death of Yazdgerd                 | 1979            | -               | -             | -                | -              | Sim           | -                | -              |
| Death of Yazdgerd                 | 1981            | -               | -             | -                | -              | Sim           | -                | -              |
| Bashu, the Little Stranger        | 1986            | -               | -             | -                | -              | Sim           | -                | -              |
| Maybe Some Other Time             | 1988            | -               | -             | -                | -              | Sim           | -                | -              |
| Travelers                         | 1992            | Sim             | Sim           | -                | Sim            | -             | -                | Sim            |
| The Lady Aoi                      | 1998            | Sim             | -             | -                | -              | -             | -                | -              |
| The Deeds of Bondar the Counselor | 1998            | -               | -             | -                | -              | -             | -                | -              |
| Speaking with the Wind            | 1998            | Sim             | -             | -                | -              | -             | -                | -              |
| Killing Mad Dogs                  | 2001            | Sim             | Sim           | -                | Sim            | -             | -                | Sim            |
| The Thousand-First Night          | 2003            | Sim             | -             | -                | -              | -             | -                | -              |
| The Passion of Makan and Rokhshid | 2005            | Sim             | -             | -                | -              | -             | -                | -              |
| The Eloquent Carpet               | 2006            | Sim             | -             | -                | -              | -             | -                | -              |
| Afra                              | 2007            | Sim             | -             | -                | -              | -             | -                | -              |
| When We Are All Asleep            | 2009            | Sim             | -             | -                | -              | -             | -                | Sim            |
| Jana and Baladoor                 | 2012            | Sim             | -             | -                | -              | -             | -                | -              |
| Arash                             | 2014            | Sim             | -             | -                | -              | -             | -                | -              |
| Ardaviraf's Report                | 2015            | Sim             | -             | -                | -              | -             | -                | -              |
| Tarabnameh                        | 2016            | Sim             | -             | -                | -              | -             | -                | -              |
| Crossroads                        | 2018            | Sim             | -             | -                | -              | -             | -                | -              |

## Prémios e reconhecimentos
Os prémios e reconhecimentos recebidos por Beizai são numerosos. A seguir apresentam-se os mais destacados.
- 2017 - Doutoramento honorário em letras da Universidade de Saint Andrews.[10]
- 2012 - Prémio Farhang Foundation Heritage.[11]
- 2014 - Prémio Bita às artes persas.